# داني ميرفي (لاعب كرة قاعدة أمريكي)
داني ميرفي (بالإنجليزية: Danny Murphy)‏ هو لاعب كرة قاعدة أمريكي، ولد في 11 أغسطس 1876 في فيلادلفيا في الولايات المتحدة، وتوفي في 22 نوفمبر 1955 في جيرسي سيتي في الولايات المتحدة.

## وصلات خارجية
- داني ميرفي (لاعب كرة قاعدة أمريكي) على موقعبيزبول رفرنس.كوم (الدوري الرئيسي) (الإنجليزية)
- داني ميرفي (لاعب كرة قاعدة أمريكي) على موقعبيزبول رفرنس.كوم (الدوري الثانوي) (الإنجليزية)